# Ocotitlán, Zitlala
Ocotitlán är en ort i Mexiko.   Den ligger i kommunen Zitlala och delstaten Guerrero, i den sydöstra delen av landet, 190 km söder om huvudstaden Mexico City. Ocotitlán ligger 1 523 meter över havet och antalet invånare är 351.
Terrängen runt Ocotitlán är kuperad åt sydost, men åt nordväst är den bergig. Terrängen runt Ocotitlán sluttar norrut. Runt Ocotitlán är det ganska glesbefolkat, med 32 invånare per kvadratkilometer. Närmaste större samhälle är Chilapa de Alvarez, 19,4 km söder om Ocotitlán. I omgivningarna runt Ocotitlán växer huvudsakligen savannskog.